# Communauté rurale de Diouroup
La communauté rurale de Diouroup est une communauté rurale du Sénégal située à l'ouest du pays, au sud de Dakar.
Elle fait partie de l'arrondissement de Tattaguine, du département de Fatick et de la région de Fatick.
Lors du dernier recensement, la CR comptait 16 866 personnes et 1 908 ménages.